# Music Box Dancer
Music Box Dancer est un morceau de Frank Mills publié en 1978.
Ce morceau instrumental apparaît dans bande originale du film Kill Bill (volume 1 de 2007) de Quentin Tarantino.